# Шелтон, Карен
Карен Кристин Шелтон (в замужестве — Скрогс) (англ. Karen Christina Shelton (Scroggs), 14 ноября 1957, Гонолулу, Гавайи, США) — американская хоккеистка (хоккей на траве), полевой игрок. Бронзовый призёр летних Олимпийских игр 1984 года.

## Биография
Карен Шелтон родилась 14 ноября 1957 года в американском городе Гонолулу на Гавайских островах.
Училась в Вестчестерском государственном колледже, играла в хоккей на траве за его команду, в составе которого трижды выигрывала чемпионат Национальной ассоциации студенческого спорта (NCAA). В 1979 году получила степень бакалавра в области здравоохранения и физического воспитания.
В 1978—1984 годах выступала за сборную США.
В 1980 году вошла в состав женской сборной США по хоккею на траве на летних Олимпийских играх в Москве, однако Штаты бойкотировали Олимпиаду.
В 1984 году вошла в состав женской сборной США по хоккею на траве на летних Олимпийских играх в Лос-Анджелесе и завоевала бронзовую медаль. Играла в поле, провела 5 матчей, мячей не забивала.
В 1981 году была назначена тренером хоккейной команды университета Северной Каролины, которую восемь раз привела к победе в чемпионате NCAA (1989, 1995—1997, 2007, 2009, 2018—2019) и ещё 14 раз к серебряным медалям. Восемь раз признавалась тренером года в конференции атлантического побережья (ACC) (1986—1989, 1994, 2000, 2004, 2007). Семь раз признавалась лучшим хоккейным тренером США (1994—1996, 2007, 2009, 2018—2019).

## Семья
Отец Карен Шелтон — военный, первые 10 лет жизни она провела на армейских базах в разных штатах. Когда она была в пятом классе, отец вышел на пенсию, и семья, в которой были ещё четыре брата и две сестры, поселилась в Пенсильвании.
Замужем за тренером по лакроссу Вилли Скрогсом. Их сын Уильям также занимался лакроссом.

## Увековечение
В 1989 году введена как игрок в Зал славы Американской ассоциации хоккея на траве.
В 2008 году введена в Зал славы Национальной ассоциации тренеров по хоккею на траве.
В 2010 году введена в Зал спортивной славы Северной Каролины.
В сентябре 2018 года университет Северной Каролины назвал новый хоккейным стадион именем Карен Шелтон.